# II millennio a.C.
Il II millennio a.C. inizia il 1º gennaio dell'anno 2000 a.C. e termina il 31 dicembre dell'anno 1001 a.C. incluso.

## Avvenimenti
- Inizi del millennio
  - Gli Ittiti si stanziano nell'Anatolia centrale
  - La lingua babilonese sostituisce il sumerico come lingua principale della "koiné" mesopotamica meridionale
- 2000-1700 a.C. – L'XI dinastia riporta l'Egitto allo splendore
- 1900 a.C. - Presunta fondazione della città omerica di Troia, corrispondente ai livelli Troia VI-VII del tell Troiano.
- 1987-1780 a.C. – Medio Regno egizio
- 1810-1517 a.C. - Regno di Yamhad, noto anche come Yamkhad
- 1780-1670 a.C. – Secondo periodo intermedio dell'Egitto: la crisi favorisce l'avvento al potere degli Hyksos
- 1730-1530 a.C. – Primo impero babilonese
- 1675 a.C. – Avvento della dinastia Shang in Cina
- 1650 a.C. circa - Hattušili I unifica i regni ittiti
- 1570-1080 a.C. – Nuovo Regno egizio: le dinastie "tebane" (XVIII, XIX e XX) scacciano gli invasori
- 1400-1100 a.C. – Gli Arii raggiungono l'India
- XIV secolo a.C. – Apogeo ittita con Šuppiluliuma I (1370-1342 a.C.)
- 1270 a.C. - Nella Sicilia sud-orientale inizia la prima facies della cultura di Pantalica
- Fine del XIII secolo a.C. – Ramesse II si oppone agli Ittiti, soprattutto nella battaglia di Qadeš
- Fine del XIII secolo a.C. - Esodo degli Ebrei dalla terra d'Egitto.
- 1200 a.C. circa - I "Popoli del mare" sconvolgono l'assetto mediterraneo; sviluppo economico dei Fenici: diffusione di loro colonie e del loro alfabeto
- XII secolo a.C. – Tramonto dell'impero ittita: l'ultimo sovrano è Šuppiluliuma II (1200-1182 a.C.); la frammentazione statale non impedisce un periodo neo-ittita
- 1160 a.C. – Ramesse V muore di vaiolo
- 1122 a.C. – Avvento della dinastia Zhou in Cina
- XI secolo a.C. – Comincia l'assoggettamento degli Ittiti da parte degli Assiri
- 1012-1004 a.C. Saul regna in Israele

## Invenzioni, scoperte, innovazioni
- 2000 a.C. circa – Babilonia – Invenzione dei numeri naturali;
- 1650 a.C. circa – Egitto – Lo scriba Ahmes trascrive un testo più antico nel Papiro di Rhind;
- 1600 a.C. circa – primo importante corpus di caratteri scritti rinvenuto sui bronzi e su ossa nella Cina della dinastia Shang
- 1500 a.C. circa – probabile data della Titanomachia
- 1200 a.C. circa – probabile data della guerra di Troia
- Egitto – prime manifatture in vetro documentate e adozione dello Shaduf in agricoltura